# Guatteria pohliana
Guatteria pohliana Schltdl. – gatunek rośliny z rodziny flaszowcowatych (Annonaceae Juss.). Występuje endemicznie w Brazylii – w stanach Bahia, Minas Gerais, Rio de Janeiro oraz São Paulo.

## Morfologia
PokrójZimozielone drzewo dorastające do 6–13 m wysokości.
LiścieMają kształt od owalnego do eliptycznego. Mierzą 4–7 cm długości oraz 1,5–3 szerokości. Liść na brzegu jest całobrzegi. Wierzchołek jest tępy.
OwocePojedyncze. Mają eliptyczny kształt. Osiągają 8–12 mm długości oraz 5–7 mm średnicy.

## Biologia i ekologia
Rośnie w lasach. Występuje na wysokości od 900 do 1400 m n.p.m.